# Halové mistrovství Evropy v atletice 2009 – skok do výšky mužů
Skok do výšky mužů na halovém mistrovství Evropy v atletice 2009 se konalo v italském Turíně ve dnech 6. března až 8. března 2009; dějištěm soutěže byla hala Oval Lingotto. Ve finálovém běhu zvítězil reprezentant Rus Ivan Uchov.
Ve finále potvrdil pozici favorita, soutěž však skončila poměrně záhy na výšce 2,32 a k očekávaným útokům na hodnoty kolem 2,40 nedošlo. 
Jaroslav Bába poprvé v kariéře neprošel kvalifikací na velké mezinárodní soutěži. Výkonem 2,17 (2,12 o 2,17 o 2,22 xxx) se podělil o 20. místo ze 30 startujících. Kvalifikační limit činil 2,30, přičemž na postup mezi osm finalistů nakonec stačilo zdolat 2,27 na druhý pokus.
| Umístění         | Sportovec            | 2,15 | 2,20 | 2,25 | 2,29 | 2,32 | Výkon     |
| ---------------- | -------------------- | ---- | ---- | ---- | ---- | ---- | --------- |
| Zlatá medaile    | Ivan Uchov           | O    | O    | X    | O    | O    | 2,32 m    |
| Stříbrná medaile | Kyriakos Ioannou     | -    | O    | O    | O    | XXX  | 2,29 m    |
| Stříbrná medaile | Alexej Dmitrik       | O    | O    | O    | O    | XXX  | 2,29 m    |
| 4.               | Alexandr Šustov      | -    | O    | O    | XO   | XXX  | 2,29 m    |
| 4.               | Filippo Campioli     | O    | O    | O    | XO   | XXX  | 2,29 m    |
| 6.               | Konstadínos Baniótis | O    | O    | O    | XXO  | XXX  | 2,29 m PB |
| 7.               | Raúl Spank           | -    | O    | XO   | XX-  | X    | 2,25 m    |
| 8.               | Dragutin Topić       | -    | X-   | XO   | X-   | XX   | 2,25 m    |
| 9.               | Bohdan Bondarenko    | O    | XO   | XXX  |      |      | 2,20 m    |